# Barbara Becker-Hornickel
Barbara Becker-Hornickel (* 28. Dezember 1953 in Stralsund, DDR, als Barbara Erdmann) ist eine deutsche Politikerin (FDP) und seit 2021 Abgeordnete im Landtag von Mecklenburg-Vorpommern.

## Leben und Beruf
Barbara Becker-Hornickel studierte nach dem Abitur Landtechnik an der Universität Rostock mit Diplomabschluss. Sie war ab 1977 zunächst im Kreisbetrieb für Landtechnik Sanitz tätig, von 1980 bis 1990 dann in der Warnemünder Warnowwerft. In der Zeit der Wende in der DDR war sie für die EDV der Industrie- und Handelskammer Rostock tätig und absolvierte bis 1992 ein postgraduales Studium der Wirtschaftswissenschaften. Anschließend hatte sie bis zum Ruhestand 2019 die Geschäftsführung der Lottogesellschaft in Mecklenburg-Vorpommern inne.

## Politische Laufbahn
Becker-Hornickel ist Beisitzerin im Rostocker Kreisvorstand der FDP.
Bei der Landtagswahl in Mecklenburg-Vorpommern 2021 erhielt sie über die Landesliste der FDP ein Landtagsmandat.